# Muhammad Ataul Gani Osmani
General Muhammad Ataul Gani Osmani (bengalisch মুহাম্মদ আতাউল গনি ওসমানী Muhāmmad Ātāul Gani Osamānī; * 1. September 1918 in Sylhet; † 16. Februar 1984 in London) war ein bangladeschischer Militär und Politiker. Er war ostpakistanischer Befehlshaber während des Bangladesch-Krieges.
Er diente während des Zweiten Weltkrieges in der britisch-indischen Armee. Osmani trat der Pakistanischen Armee bei und wurde ein sehr beliebter und ehrlicher Offizier. Er schloss sich später der Awami-Liga an und trat bei der Wahl an. Osmani gewann bei der Wahl und zog in die Nationalversammlung ein. Er kämpfte für die Sezession Ostpakistans und war zuständig für die Streitkräfte. Nachdem der Bangladesch-Krieg beendet worden war, wurde Ostpakistan zum unabhängigen Staat Bangladesch. Weil der neue Staat ein Einparteiensystem werden sollte, protestierte Osmani offiziell für Demokratie. Im Jahre 1984 starb er in einem Londoner Krankenhaus an Krebs.